# Hermann Schulze (Politiker, 1898)

Hermann Schulze

Hermann Schulze (* 21. September 1898 in Linden, Kreis Uelzen; † 22. Juni 1944 in Ebsdorf) war ein deutscher Politiker (KPD, NSDAP).
Nach dem Besuch der Volksschule erlernte Schulz den Beruf des Landwirts. 1918 nahm er am Ersten Weltkrieg teil. Nach dem Krieg war er als Landarbeiter bei einem Landwirt in Stadorf angestellt. Im Jahr 1922 wurde Schulze Mitglied der KPD. 1927 wurde er von der NSDAP abgeworben, in der er die Aufgaben eines Ortsgruppenleiters in Stadorf im Kreis Uelzen übernahm.
Von Juli bis November 1932 saß Schulze als Abgeordneter für den Wahlkreis 15 (Osthannover) im Reichstag. In der Sturmabteilung (SA) erreichte Schulze den Rang eines Sturmführers.